# Stadio 28 settembre 1943
Lo stadio comunale 28 settembre 1943 - Giovanni Vitiello — più comunemente noto come Comunale — è un impianto sportivo multifunzione di Scafati (provincia di Salerno); si tratta della struttura che ospita le gare interne della Scafatese Calcio e di altre squadre calcistiche cittadine.
Essendo dotato di pista di atletica viene utilizzato anche per la disputa di gare di tale disciplina sportiva.

## Caratteristiche
Ha una capienza totale di 2 605 posti a sedere, così divisi:
- 1 630 in tribuna centrale
- 620 in gradinata
- 330 in curva
- 25 in tribuna stampa.

È dotato di impianto di illuminazione.
Il campo è ampio 105 metri per 62 e il manto è in erba sintetica.

## Denominazione
Il nome "28 settembre 1943" indica il giorno in cui, durante la seconda guerra mondiale, fu combattuta la battaglia di Scafati, tra inglesi (supportati da patrioti locali) e tedeschi, conclusasi con l'entrata in città dei primi e la ritirata dei secondi.

## Curiosità
Il 4 aprile 1962 l'impianto ha ospitato l'incontro di calcio amichevole tra la Scafatese e l'Inter, terminato con il risultato di 0-4 per la squadra nerazzurra.

## Gestione
È di proprietà del Comune di Scafati e da esso direttamente gestito.